# Вешкурцев, Михаил Никитич
Михаил Никитич Вешкурцев (4 ноября 1918, Архангельское, Ялуторовский уезд, Тобольская губерния — 31 октября 1995, Тюмень) — советский хозяйственный, государственный и политический деятель, Герой Социалистического Труда.

## Биография
Родился 4 ноября 1918 года в селе Архангельское. Член КПСС с 1944 года.
Участник Великой Отечественной войны. С 1945 года — на хозяйственной, общественной и политической работе. В 1945—1983 гг. — учитель и заведующий семилетней школой в селе Абалак Тобольского района, директор средней школы в селе Малое Зоркальцево, директор и одновременно преподаватель литературы средней школы № 1 города Тобольска, заведующий Тобольским городским отделом народного образования, председатель колхоза имени XXII съезда КПСС Тобольского района Тюменской области, председатель Юргинского районного Совета депутатов трудящихся Тюменской области, директор Тюменской областной конторы кинопроката, помощник председателя Тюменского областного Совета народных депутатов.
Указом Президиума Верховного Совета СССР от 23 июня 1966 года присвоено звание Героя Социалистического Труда с вручением ордена Ленина и золотой медали «Серп и Молот».
Избирался депутатом Верховного Совета РСФСР 7-го созыва.
Умер в Тюмени 31 октября 1995 года.